# اللغة البلقانية الغاغاوزية
اللغة البلقانية الغاغاوزية والمعروفة أيضًا باسم اللغة البلقانية التركية، هي لغة من اللغات التركية والتي يتم التحدث بها في الجزء الأوروبي من تركيا، اليونان، وفي بعض المناطق مثل كومانوفو وبيتولا في جمهورية مقدونيا. 
تشمل لهجات هذه اللغة الغاجال، غيرلوفو، كرمانلي، كيزيلباش، سورغوش، توزلوك الترك، يوروك، والغاغوز المقدونية. هذه اللغة هي لغة مختلفة عن اللغة الغاغاوزية  والتركية.